# Mistrovství světa ve vodním slalomu 1973
Mistrovství světa ve vodním slalomu 1973 se uskutečnilo v švýcarském Muotathalu pod záštitou Mezinárodní kanoistické federace. Jednalo se o 13. mistrovství světa ve vodním slalomu.

## Muži

### Kánoe
| Závod       | Zlato | Body  | Stříbro | Body  | Bronz | Body  |
| C1          | Reinhard Eiben (GDR) | 269.1 | Karel Třešňák (TCH)                                                                                            | 270.1 | Udo Müller (GDR)                                                                                                 | 284.0 |
| C1 družstvo | Československo Jaroslav Radil Karel Třešňák Petr Sodomka                                                                           | 291.6 | Východní Německo Reinhard Eiben Peter Massalski Udo Müller                                                     | 305.0 | Západní Německo Wolfgang Peters Josef Schumacher Walter Horn                                                     | 361.2 |
| C2          | Československo Jiří Krejza Jaroslav Pollert                                                                                        | 164.0 | Východní Německo Klaus Trummer Jürgen Kretschmer                                                               | 168.0 | Západní Německo Wilhelm Baues Hans-Otto Schumacher                                                               | 178.1 |
| C2 družstvo | Západní Německo Olaf Fricke a Michael Reimann Karl-Heinz Scheffer a Heinz-Jürgen Steinschulte Wilhelm Baues a Hans-Otto Schumacher | 508.5 | Československo Josef Havela a Bohumír Machát Antonín Brabec a František Kadaňka Jiří Krejza a Jaroslav Pollert | 547.8 | Východní Německo Jürgen Köhler a Hubert Kraeft Peter Grabowski a Josef Raschke Klaus Trummer a Jürgen Kretschmer | 558.9 |

### Kajak
| Závod       | Zlato                                                            | Body  | Stříbro                                                     | Body  | Bronz                                                  | Body  |
| K1          | Norbert Sattler (AUT)                                            | 134.6 | Siegbert Horn (GDR)                                         | 137.3 | Wojciech Gawroński (POL)                               | 138.3 |
| K1 družstvo | Východní Německo Wolfgang Büchner Siegbert Horn Christian Döring | 244.7 | Polsko Jerzy Stanuch Wojciech Gawroński Stanisław Majerczak | 277.8 | Francie Eric Koechlin Michel Magdinier Claude Peschier | 308.6 |

## Ženy

### Kajak
| Závod       | Zlato                                                  | Body  | Stříbro                                                      | Body  | Bronz                                                                  | Body  |
| K1          | Sybille Spindlerová (GDR)                              | 288.4 | Maria Ćwiertniewiczová (POL)                                 | 292.4 | Martina Falkeová (GDR)                                                 | 295.2 |
| K1 družstvo | USA Candice Clarková Louise Holcombeová Lynn Ashtonová | 337.9 | Švýcarsko Elisabeth Käserová Danielle Kamberová Eva Karelová | 360.9 | Východní Německo Sybille Spindlerová Marion Baumanová Martina Falkeová | 369.4 |

## Mix

### Kánoe
| Závod | Zlato                           | Body  | Stříbro                                 | Body  | Bronz                                             | Body  |
| C2    | USA Carol Knightová Dave Knight | 474.1 | USA Barbara Holcombeová Norman Holcombe | 522.0 | Nizozemsko Ria van Stipdonková Peter van Stipdonk | 590.1 |

## Medailové pořadí zemí
| Pořadí | Země             | Zlato | Stříbro | Bronz | Celkem |
| ------ | ---------------- | ----- | ------- | ----- | ------ |
| 1      | Východní Německo | 3     | 3       | 4     | 10     |
| 2      | Československo   | 2     | 2       | 0     | 4      |
| 3      | USA              | 2     | 1       | 0     | 3      |
| 4      | Západní Německo  | 1     | 0       | 2     | 3      |
| 5      | Rakousko         | 1     | 0       | 0     | 1      |
| 6      | Polsko           | 0     | 2       | 1     | 3      |
| 7      | Švýcarsko        | 0     | 1       | 0     | 1      |
| 8      | Francie          | 0     | 0       | 1     | 1      |
| 8      | Nizozemsko       | 0     | 0       | 1     | 1      |
| Celkem | Celkem           | 9     | 9       | 9     | 27     |